# ميخائيل كيلي (فيزيائي)
ميخائيل كيلي (بالإنجليزية: Michael Kelly)‏ هو فيزيائي نيوزيلندي، ولد في 14 مايو 1949 في نيو بلايموث في نيوزيلندا.